# Sd.Kfz. 221
Leichter Panzerspähwagen (M.G.), Sd.Kfz. 221 — германский лёгкий бронеавтомобиль 1930-х годов. Разработан фирмой Eisenwerken Weserhütte в начале 1930-х годов на роль разведывательной или штабной машины. Серийное производство осуществлялось с 1935 по сентябрь 1940 года, общий выпуск составил более 360 машин. Sd.Kfz.221 использовались германскими войсками в ротах и взводах бронеавтомобилей разведывательных батальонов дивизий на всём протяжении Второй мировой войны, постепенно сменяясь более совершенными Sd.Kfz. 222.

## История создания
В 1934 году в Германии начались работы над новым легким бронеавтомобилем с более высокими тактико-техническими характеристиками. Первым шагом в этом направлении стало создание стандартного шасси для тяжелой армейской автомашины.
Это шасси должно было иметь колесную формулу 4×4, управление, действующее на все четыре колеса, небольшую массу, малое удельное давление на грунт, высокую прочность, простую конструкцию, удобный доступ к узлам и вытекающую из этого легкость в ремонте. Требования оказались столь высокими, что исключали возможность использовать серийные коммерческие шасси. Поэтому все сотрудничавшие с Министерством вооружений компании получили заказ на разработку совершенно новой конструкции. Лучшие образцы были в 1936 году продемонстрированы в Берлине на выставке средств моторизации. Военные остановили свой выбор на прототипе, созданном на заводе Horch в Цвиккау, принадлежавшем концерну Auto-Union AG. Было подготовлено два варианта шасси. Первый вариант, получивший официальное название Einheitsfahrgestell I für schwerer Personenkraftwagen, имел двигатель в корме и был спроектирован специально под установку бронированного кузова. Второй вариант — Einheitsfahrgestell II für schwerer Personenkraftwagen — отличался от первого тем, что двигатель на нем был установлен спереди. Это шасси больше подходило для создания обычных легковых автомобилей тяжелого класса.
Первый вариант, имевший обозначение Horch 801/EG I, имел массу 1965 кг. Шасси оснащалось двигателем Horch/ Auto-Union V8-108 объёмом 3,5 л и мощностью 75 л. с. при 3600 об/мин. Коробка передач обеспечивала пять передач вперед и одну назад. В соответствии с требованиями военных, привод осуществлялся на все колеса. Рулевое управление также действовало на все четыре колеса, но при движении по шоссе со скоростью более 35 км/ч задние колеса фиксировались в нейтральном положении. Подвеска независимая на двух вертикальных спиральных пружинах. Шины Continental размерами 210-18 имели пневматические камеры низкого давления. Ножной гидравлический тормоз действовал на все колеса шасси.
На базе шасси 801 /EG I был создан новый бронеавтомобиль с длинным названием Leichter Panzerspäehwagen mit Einheitsfahrgestell I für sPkw. Работы над машиной вела фирма Eisenwerke Wesserhütte из Бад-Ойнхаузена. Бронеавтомобиль выпускали в нескольких модификациях, различавшихся вооружением и оснащением. Выпуск лёгких бронемашин модификаций 221/222/223 был крайне неравномерен. Так, в сентябре 1939 года сдали 48 машин, в январе 1940 года их производство упало до 19. В феврале не выпустили ни одной машины, как и в июле. Максимум за год был достигнут в мае — 24 единицы. В 1941 году максимум выпуска так же пришёлся на май — 46, однако в октябре не сдали ничего. Первые четыре месяца 1942 года броневики не выпускались вообще, но уже в мае их сдали 46 штук, а максимум за год пришелся на август — 65. В 1943 году машины не выпускались в июле и августе; максимума достигли в апреле, 60 машин. Последние 21 Sd.Kfz. 223 сдали в январе 1944 года.

## Производство[2]
|       | 1935 | 1936 | 1937 | 1938 | 1939 | 1940 | 1941 | 1942 | 1943 |
| ----- | ---- | ---- | ---- | ---- | ---- | ---- | ---- | ---- | ---- |
| Серия | 1-я  | 1-я  | 1-я  | 2-я  | 3-я  | 4-я* | 4-я* | 5-я  | 5-я  |
| 1     |      | 23   | 6    | 60   |      |      | 50   | 10   | 80   |
| 2     |      | 12   | 5    | 50   | 23   |      | 50   | 45   | 79   |
| 3     |      | 6    | 1    | 16   | 125  |      | 34   | 50   | 75   |
| 4     | 30   | 4    |      |      | 100  |      | 16   | 80   | 76   |
| 5     | 26   | 8    |      |      | 47   |      | 50   | 80   |      |
| 6     | 46   | 18   |      |      | 37   |      | 50   | 80   |      |
| 7     | 40   | 7    |      |      |      | 37   | 40   | 80   |      |
| 8     | 20   | 10   |      |      |      | 50   | 12   | 55   |      |
| 9     | 48   |      |      |      |      | 50   | 26   | 20   |      |
| 10    | 11   |      |      |      |      | 50   |      | 89   |      |
| 11    | 27   |      |      |      |      | 50   |      |      |      |
| 12    | 11   |      |      |      |      | 47   |      | 92   |      |
| Всего | 259  | 88   | 12   | 126  | 332  | 284  | 328  | 681  | 310  |

*Из 612 выпущенных шасси под машины ушло 597. Об оставшихся 15 шасси ничего не известно.
1.Serie (№ 810001 — 810359), 1935—1937
Sd.Kfz. 221 — 143 (Daimler-Benz — 14, Deutsche Werke AG — 60, Schichau-Werke — 69), 1935 — 1937
Sd.Kfz. 222 — 72 (Daimler-Benz — 10, Deutsche Werke AG — 26, Schichau-Werke — 36), 1935 — 1937
Sd.Kfz. 223 — 117 (Daimler-Benz — 12, Deutsche Werke AG — 64, Schichau-Werke — 41), 1935 — 1937
27 июля 1936 года с «Хорьх» был заключен контракт на поставку 18 машин в Китай (10 — Sd.Kfz. 221, 4 — Sd.Kfz. 222, 4 — Sd.Kfz. 223). Бронеавтомобили были отгружены в марте 1937 года.
Из 9 оставшихся шасси 5 были использованы для опытных работ, а 4, в варианте Sd.Kfz. 221, поступили в LSSAH.
2.Serie (№ 810360 — 810485), апрель — ноябрь 1938
Sd.Kfz. 221 — 46 (Weserhütte), апрель — ноябрь 1938
Sd.Kfz. 222 — 72 (Schichau-Werke), апрель — ноябрь 1938
На 8 машин Sd.Kfz.221 был оформлен отдельный контракт; вероятнее всего машины были отправлены в Китай.
3.Serie (№ 810486 — 810817), июнь 1939 — сентябрь 1940
Sd.Kfz. 221 — 150 (Weserhütte), (№№ 810486 — 810635), июнь 1939 — август 1940
Sd.Kfz. 222 — 64 (Schichau-Werke), (№№ 810636 — 810699), июнь 1939 — январь 1940
Sd.Kfz. 223 — 118 (№№ 810700 — 810817) (MNH), июнь 1939 — сентябрь 1940 
4.Serie (№ 810818 — 8101414), сентябрь 1940 — март 1942
Sd.Kfz. 222 — 232 (Schichau-Werke — 145, Weserhütte — 87), сентябрь 1940 — декабрь 1941
Sd.Kfz. 223 — 112 (MNH), сентябрь 1940 — декабрь 1941
Sd.Kfz. 260 — 36 (Weserhütte), апрель — июль 1941
Sd.Kfz. 261 — 215 (Weserhütte), апрель 1941 — март 1942 
5.Serie (№ 8110004 — 8110994), Ausf. B, апрель 1942 — февраль 1944
Sd.Kfz. 222 — 550 (Schichau-Werke — 200, Büssing-NAG — 350), май 1942 — июнь 1943
Sd.Kfz. 223 — 208 (Wegmann — 72 (июль 1942 — февраль 1943), Weserhütte — 136 (апрель 1943 — февраль 1944))
Sd.Kfz. 260 — 96 (Weserhütte), апрель 1942 — апрель 1943
Sd.Kfz. 261 — 137 (Weserhütte), апрель 1942 — апрель 1943 
Всего принято Вермахтом:
Sd.Kfz. 221 — 339
Sd.Kfz. 222 — 990
Sd.Kfz. 223 — 555
Sd.Kfz. 260 — 132
Sd.Kfz. 261 — 352
Принято СС — Sd.Kfz. 221 — 4
Поставлено в Китай — 26
Итого собрали почти 2400 машин всех модификаций.
| Модель | До 1938 | 1938 | 1939 | 1940 | 1941 | Всего |
| ------ | ------- | ---- | ---- | ---- | ---- | ----- |
| 221    | 143     | 46   | 126  | 24   |      | 339   |
| 222    | 72      | 71   | 64   | 54   | 179  | 440   |
| 223    | 117     |      | 59   | 59   | 112  | 347   |
| Всего  | 332     | 117  | 249  | 137  | 291  | 1126  |

|       | 1     | 2     | 3     | 4     | 5     | 6     | 7     | 8     | 9     | 10    | 11    | 12    | Всего |
| ----- | ----- | ----- | ----- | ----- | ----- | ----- | ----- | ----- | ----- | ----- | ----- | ----- | ----- |
| 1939  |       |       |       |       | 5     | 20    | 41    | 20    | 48    | 29    | 48    | 38    | 249   |
| 1940  | 19    |       | 8     | 12    | 24    |       |       | 17    | 22    | 11    | 12    | 12    | 137   |
| 1941  | 25    | 15    | 35    | 16    | 46    | 35    | 30    | 35    | 20    |       | 20    | 14    | 291   |
| Всего | Всего | Всего | Всего | Всего | Всего | Всего | Всего | Всего | Всего | Всего | Всего | Всего | 677   |

*Разбивка на модификации отсутствует
|       | Модель | 1     | 2     | 3     | 4     | 5     | 6     | 7     | 8     | 9     | 10    | 11    | 12    | Всего |
| ----- | ------ | ----- | ----- | ----- | ----- | ----- | ----- | ----- | ----- | ----- | ----- | ----- | ----- | ----- |
| 1942  | 222    |       |       |       |       | 46    | 55    | 45    | 38    | 40    | 63    | 34    | 31    | 352   |
| 1942  | 223    |       |       |       |       |       |       | 11    | 27    |       |       | 12    | 12    | 62    |
| 1943  | 222    | 33    | 38    | 55    | 34    | 30    | 8     |       |       |       |       |       |       | 198   |
| 1943  | 223    | 4     | 6     |       | 26    | 20    | 10    |       |       | 10    | 5     | 20    | 7     | 108   |
| 1944  | 223    | 21    | 17    |       |       |       |       |       |       |       |       |       |       | 38    |
| Всего | Всего  | Всего | Всего | Всего | Всего | Всего | Всего | Всего | Всего | Всего | Всего | Всего | Всего | 758   |

|       | 1     | 2     | 3     | 4     | 5     | 6     | 7     | 8     | 9     | 10    | 11    | 12    | Всего |
| ----- | ----- | ----- | ----- | ----- | ----- | ----- | ----- | ----- | ----- | ----- | ----- | ----- | ----- |
| 1940  |       |       |       | 1     |       |       |       |       |       |       |       |       | 1     |
| 1941  |       |       |       | 20    | 29    | 30    | 13    | 12    |       | 15    | 27    | 25    | 171   |
| 1942  | 29    | 26    | 25    | 7     | 17    | 4     | 46    | 20    |       |       | 30    | 32    | 236   |
| 1943  | 23    | 20    | 24    | 9     |       |       |       |       |       |       |       |       | 76    |
| Всего | Всего | Всего | Всего | Всего | Всего | Всего | Всего | Всего | Всего | Всего | Всего | Всего | 483   |

Кроме того, 10 ремонтных шасси (№ 810032, 810079, 810172, 810222, 810231, 810233, 810254, 810381, 810402, 810426) 16 августа 1941 года были выделены для переоборудования в Sd.Kfz. 260/261. Так, 3 из них, в варианте Sd.Kfz. 261, 23 апреля числились в 11-й танковой дивизии.

## Устройство и оснащение
Sd.Kfz. 221 имел кузов, сваренный из бронелистов толщиной 8 мм. Бронелисты под углом, что повышало их эффективную толщину. Броня достаточно надежно защищала машину от осколков и винтовочных пуль, в том числе и со стальным сердечником.
Водитель следил за дорогой через прямоугольный лючок в лобовом листе. Аналогичные лючки несколько меньшего размера в левом и правом бортах кузова. Во время боя они закрывались бронированными заслонками с узкими смотровыми щелями.
Доступ к двигателю через три прямоугольных люка. За переборкой, разделявшей боевое и двигательное отделения, находились два топливных бака ёмкостью по 55 л.
Экипаж проникал в машину через дверцы в бортах кузова. Запасное колесо подвешивалось к правому борту машины.
Бронеавтомобиль Sd.Kfz. 221 был вооружен одним 7,92-мм пулемётом, установленным во вращающейся башенке, имевшей форму усечённой семигранной пирамиды. Башня не имела сплошной крыши. Вместо неё сверху боевое отделение защищали два откидывающихся экрана из проволочной сетки. В бортах башни находились смотровые щели.
На прототипах устанавливали старые пулемёты MG 13, но серийные машины получили уже новые MG 34. Боекомплект к пулемёту составлял 1050—1200 патронов. Башенка могла вращаться на 360°, а станок пулемёта обеспечивал вертикальные углы наведения от — 10° до +69°. Это позволяло вести огонь из пулемёта не только по наземным целям, но и по низко летящим самолётам.
Экипаж бронеавтомобиля Sd.Kfz. 221 состоял из двух человек: механика-водителя и командира, который одновременно выполнял функции стрелка. Штатное вооружение экипажа состояло из одного пистолета-пулемёта МР 38 или МР 40 и шести ручных гранат.
Радиостанции на машине не было, связь поддерживалась с помощью сигнальных флажков.

## Модернизации
У Sd.Kfz. 221 был серьёзный недостаток — слабое вооружение. Уже после начала Второй мировой войны на бронеавтомобили стали устанавливать более тяжелое вооружение. В частности дополнительно их вооружали 7,92-мм противотанковым ружьём PzB 39, размещавшимся в башне рядом со штатным пулемётом. Ружьё позволяло бороться с бронетехникой противника лишь на предельно близких дистанциях. Первый вариант с 7,92 мм противотанковым ружьём Panzerbuchse 39 — PzB 39 появился в 1940 году — установка производилась в башне рядом со штатным пулемётом для борьбы с легкобронированными объектами на дистанциях до 300—400 метров. http://aviarmor.net/tww2/armored_cars/germany/sd.kfz.221.htm С 300 метров противотанковое ружьё PzB 39 пробивало броню толщиной 22 мм, расположенную под углом 30°. Противотанковое ружьё однозарядное, на броне располагался магазин с 1- патронами. В походном положении ружьё крепилось на правом борту машины. В боевом положении противотанковое ружьё устанавливали в башне.
Более удачным решением стала установка на Sd.Kfz. 221 тяжелого противотанкового ружья 2,8 cm sPzB 41. Эта модификация бронеавтомобиля появилась в 1941 году. Вместо пулемёта MG 34 машину вооружали тяжелым противотанковым ружьём калибра 20 — 28 мм с коническим стволом. Новое вооружение потребовало слегка изменить конструкцию башни (уменьшить высоту передней стенки). Противотанковое ружьё устанавливалось в башню вместе со щитком, что несколько увеличило высоту бронеавтомобиля. С 500 метров снаряд PzGr 41 пробивал расположенную под углом 30° броню толщиной 40 мм, а с 100 метров — броню толщиной 60 мм. Угол склонения противотанкового ружья −10°, возвышения +40°. В горизонтальной плоскости ружьё поворачивалось на 45°-90' по обе стороны от продольной оси машины. Противотанковое ружьё (пушка) sPzB 41 монтировалось на кронштейне, укреплённом перед башней. Для установки sPzB 41 нужно было снять штатный пулемёт MG 34. Боезапас из 120 выстрелов перевозился внутри боевого отделения.
Наиболее массовой и удачной модификацией броневика стала Sd.Kfz. 222. Эта машина была вооружена 20-мм автоматической пушкой KwK 30 (на части машин KwK 38) и пулемётом MG 34, установленными в десятигранной открытой сверху башне. Боекомплект состоял из 180 выстрелов и 1050 патронов. Углы возвышения пушки и пулемёта позволяли вести огонь по воздушным целям. Бронеавтомобилей Sd.Kfz.222 было изготовлено 989 единиц.

## Эксплуатация и боевое применение
С 1936 года в формируемые разведывательные части вермахта начали поступать легкие бронеавтомобили Leichter Panzerspäehwagen (MG) (Sd.Kfz.221), они начали постепенно вытеснять старые Sd.Kfz. 13.
В виде бронеавтомобиля Sd.Kfz. 221 (выпущено 339 единиц) разведывательные части Вермахта получили быстроходную и маневренную машину.
Большая часть машин поступила в разведывательные части танковых и лёгких дивизий, сформированных перед началом Польской кампании. В соответствии со штатом 1939 года разведывательный батальон включал две роты бронеавтомобилей. Каждая рота из штабного взвода (Sd.Kfz. 247, 263 и 223), взвода тяжёлых бронеавтомобилей (Sd.Kfz. 231 и 232) и двух взводов лёгких бронеавтомобилей (Sd.Kfz. 221 и 222). Впоследствии легкие бронеавтомобили передавались в связные части и в разведывательные подразделения моторизованных и пехотных дивизий. Периодически их использовали для корректировки артиллерийского огня.
На 1 сентября 1939 года в войсках Вермахта числилось 718 легких бронеавтомобилей, из которых более 180 приходилось на Sd Kfz 13/14. В ноябре 1939 года 3 Sd.Kfz. 223 были переданы в полк связи главного командования Люфтваффе. К маю 1940 года их было ровно 800. К 1 июня 1941 года на вооружении находилось 928 машин и еще 7 в СС и Люфтваффе. Практически все были Sd.Kfz. 221, Sd.Kfz. 222, Sd.Kfz. 223 и лишь незначительное  количество Sd Kfz 13/14.
На 1 июня 1942 года вермахт располагал 1016 легкими бронеавтомобилями. Данные о потерях в более поздний период говорят о том, что их интенсивно эксплуатировали вплоть до конца войны — по ведомостям с 1 декабря 1943 года по 30 ноября 1944 года вермахт потерял 150 Sd.Kfz. 221 и 223 и 240 Sd.Kfz. 222.

## Экспорт
Экспортные поставки были ограниченными. В 1935 года несколько бронеавтомобилей заказаны гоминьдановским правительством Китая, ожидавшим вторжения японской армии.
Заказ выполнен не сразу и только в 1937 году 18 бронемашин (10 — Sd.Kfz. 221, 4 — Sd.Kfz. 222, 4 — Sd.Kfz. 223) поступили в распоряжение 3-го танкового батальона, дислоцированного под Нанкином. В 1938 году было поставлено еще 8 Sd.Kfz. 221. Эти машины принимали участие в боях с японцами. 
Болгарская армия с сентября 1943 по февраль 1944 года получила 20 Sd.Kfz. 222 и Sd.Kfz. 223 двумя партиями (13 и 7), включённых в единственную танковую бригаду. Входя в разведывательную «дружину», с конца 1944 года они использовались в боевых действиях против немецких войск.
Отдельная история с бронеавтомобилями, попавшими к противнику. Первые трофейные Sd.Kfz. 221 попали к польским войскам в сентябре 1939 года, но поскольку Польша была полностью оккупирована ко 2 октября 1939 года, воспользоваться ими поляки толком не смогли.
В битве за Францию в мае-июне 1940 года британские и французские войска захватили и более подробно ознакомились с немецкими разведывательными машинами. Опять-таки из-за быстрого поражения союзных сил все трофеи вновь перешли к немцам.
Иначе сложилось в Северной Африке. Прибывший туда в марте 1941 году DAK также имел на вооружении Sd.Kfz. 221, Sd.Kfz. 222 и Sd.Kfz. 223, которые активно использовали для разведки и связи. Эта активность привела к тому, что трофеями сил Британского Содружества стало несколько десятков машин, часть которых были разбиты, а другие отремонтированы и введены в строй. Не менее двух Sd.Kfz. 222 использовалось в аэродромной службе RAF.
Более богатые трофеи получены советской армией в 1941—1942 годах. На советском фронте Sd.Kfz. 221/222 нередко действовали на острие наступления, в том числе в качестве машин поддержки пехоты. Естественно, что при таком раскладе потери были большими — только по официальным данным с июня 1941-го по май 1942 года потеряно 445 машин всех типов. Сколько среди них стало советскими трофеями сказать трудно, поскольку летом-осенью 1941 года скрупулёзный подсчёт не вёлся. Тем не менее, можно говорить о нескольких десятках легких бронеавтомобилей, часть которых находилась в строю до 1943 года включительно. Более того, один из Sd.Kfz. 221 (с установленной импровизированной конической башней вместо штатной использован в фильме «Непобедимые», посвящённого защитникам Ленинграда и вышедшим на экраны в 1943 году. По всей видимости, после войны все трофейные машины разобраны на металл.

## Использовался

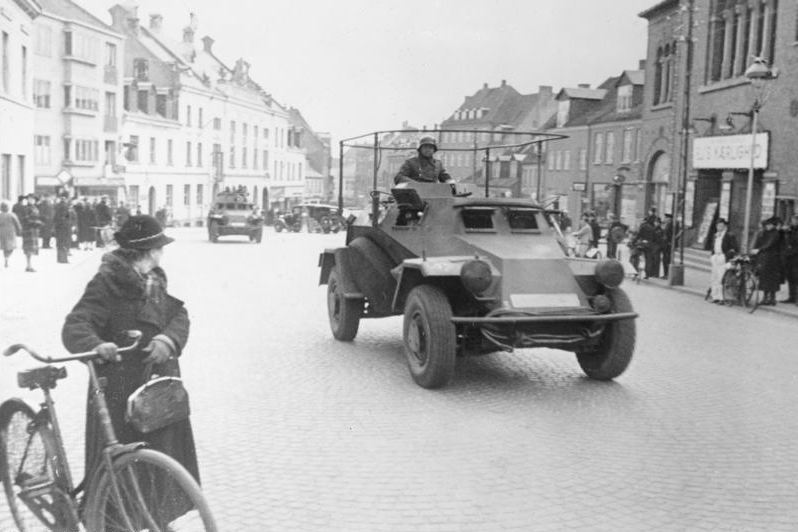
Радифицированная версия Sd.Kfz.223 в Дании

- Германия
- Китай — 26 единиц